# مقاطعة مارغون
مقاطعة مارغون (بالفارسية: شهرستان مارگون) هي مقاطعة في محافظة كهكيلويه وبوير أحمد، إيران. في تعداد عام 2006م، كان عدد سكانها 23,091 في 4,431 عائلة 5.2 الناس في الأسرة. فيها مدينة واحدة: مارغون. ومنطقتان ريفيتان: قسم مارغون الريفي (مقاطعة بوير احمد) وقسم زيلايي الريفي (مقاطعة بوير احمد).